# Artur Górski (krytyk literacki)
Artur Górski, ps. „Quasimodo” (ur. 2 lipca 1870 w Krakowie, zm. 7 grudnia 1959 w Warszawie) – pisarz, krytyk literacki, nauczyciel, współredaktor czasopisma Życie. Jego cykl artykułów Młoda Polska dał nazwę tej formacji literackiej. 

## Życiorys
Autor prac mających na celu spowodowanie odnowienia romantycznego mesjanizmu: Monsalwat, Rzecz o Adamie Mickiewiczu. Używał pseudonimu Quasimodo. Nadał nazwę epoce literackiej poprzez tytuł cyklu artykułów „Młoda Polska”, które opublikował w krakowskim piśmie Życie w roku 1898. Do najważniejszych postulatów Górskiego należy: chęć powrotu do ideologii romantycznej i tworzonych, przez romantyków haseł (szczególnym szacunkiem G. darzył Mickiewicza), dotyczących między innymi kwestii niepodległościowej i etycznej oraz chęć odseparowania się od pokolenia pozytywistów. Artur Górski wyrażał się krytycznie o swojej epoce, w krakowskim Życiu pisał: „żyjemy w czasie wielkich bankructw idei”, za typowy dla epoki „produkt społeczny” uznał znienawidzonego przez modernę filistra – kołtuna. Współpracował z poznańskim czasopismem społeczno-kulturalnym Tęcza.
Podczas strajku szkolnego w 1905 roku, prowadził wykłady o Mickiewiczu na pensji Bronisławy Jastrzębowskiej w Warszawie. Romana Pachucka wspomina: „Czarował nimi [wykładami] młode dziewczęta i jedną tak oczarował, że stała się jego żoną”.
Był mężem Janiny z Pawlickich (1887–1943).
Zmarł w Warszawie, pochowany na cmentarzu Powązkowskim (kwatera 83-5-8).

## Poglądy
Poglądy Górskiego wywarły silny wpływ na twórczość i zapatrywania modernistów, przyczynił się do powstania konfliktów i silnie zarysowanego podziału między pokoleniem pozytywistów a modernistów, spór ten zapisał się w historii jako konflikt „starzy” – „młodzi” (podobny miał miejsce między pokoleniem ludzi oświecenia, a młodymi romantykami). Jego propozycja nawiązania do romantyzmu nie znalazła jednak wielu zwolenników. Za swego największego przeciwnika ideowego Górski uważał Stanisława Przybyszewskiego.

## Ordery i odznaczenia
- Krzyż Komandorski Orderu Odrodzenia Polski (10 listopada 1928)[4]
- Krzyż Oficerski Orderu Odrodzenia Polski (2 maja 1924)[5]
- Złoty Wawrzyn Akademicki (5 listopada 1935)[6]

## Nagrody
- Państwowa Nagroda Literacka (1938)[7]
- Nagroda Ministra Kultury i Sztuki za dzieło pt. Niepokój naszego czasu (1945)[8]